# 中国中石器文化列表
中国中石器時代的考古工作远没有旧石器时代与新石器时代丰硕。中石器时代处于旧石器时代晚期与新石器时代早期之间，其特征是细石器的制造，所以又称作“细石器时代”。中国在约前1万至前7千年间处于中石器时代，一、二千年间又纷纷进入新石器时代，持续时间较短。该列表列举了由考古发掘所发现的中国中石器文化，按时间顺序排列。

## 中国中石器时代文化列表
| 时间 | 文化命名 | 位置             |
| ---- | -------- | ---------------- |
|      | 沙苑文化 | 陕西省大荔县沙苑 |
| 1965 | 灵井文化 | 河南省许昌市灵井 |
|      | 下川文化 | 山西省沁水县下川 |
|      | 和平文化 | 越南和平省       |